# Onthophagus rufescens
Onthophagus rufescens är en skalbaggsart som beskrevs av Bates 1887. Onthophagus rufescens ingår i släktet Onthophagus och familjen bladhorningar. Inga underarter finns listade i Catalogue of Life.